# Kreis Ludza

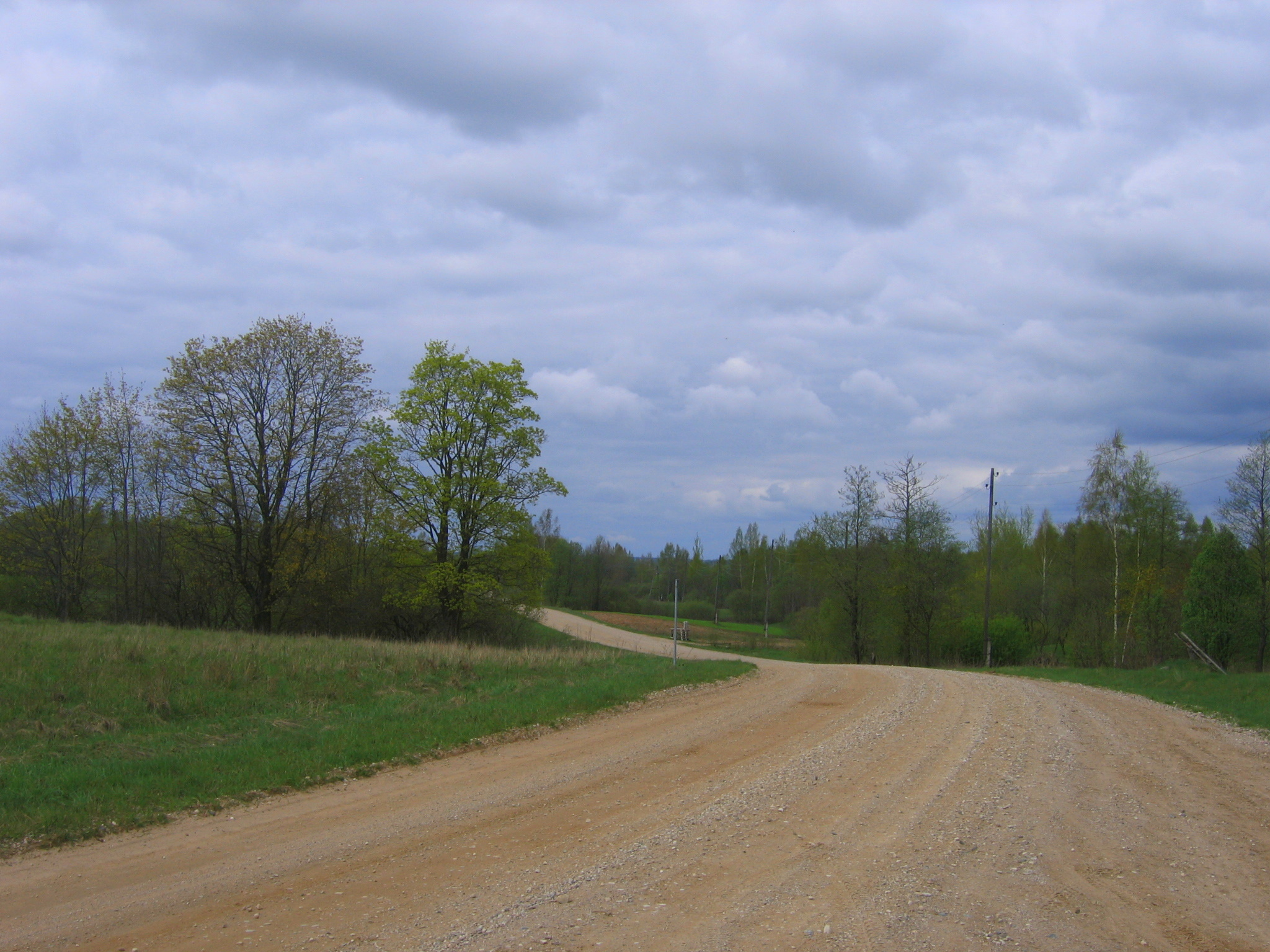
Dzenigali (Gemeinde Rundēni)

Der lettische Kreis Ludza (lettisch: Ludzas apriņķis, seit 1949 Ludzas rajons) war eine administrative Einheit in Lettland von 1918 bis 2009.
Historisch Teil der Woiwodschaft Livland (trakt lucyński, 1629–1772), der Gouvernement Witebsk (Люцинский уезд, 1802–1917).

## Geografische Lage
Der Landkreis Ludza erstreckte sich östlich von Riga auf dem Gebiet Lettgallens und wurde begrenzt durch:
- den Kreis Krāslava in Belarus im Süden
- den Kreis Rēzekne im Westen
- den Kreis Balvi im Norden
- Russland im Osten

## Städte
- Ludza
- Kārsava
- Zilupe

## Provinzen und Gemeinden (bis 2009)
- Gemeinde Blonti
- Gemeinde Brigi
- Bezirk Cibla (Ciblas novads)
- Gemeinde Cirma
- Gemeinde Goliševa
- Gemeinde Isnauda
- Gemeinde Istra
- Gemeinde Lauderi
- Gemeinde Malnava
- Gemeinde Mērdzene
- Gemeinde Mežvidi
- Gemeinde Nirza
- Gemeinde Ņukši
- Gemeinde Pasiene
- Gemeinde Pilda
- Gemeinde Pureņi
- Gemeinde Pušmucova
- Gemeinde Rundēni
- Gemeinde Salnava
- Bezirk Zilupe (Zilupes novads)
- Gemeinde Zvirgzdene